# Cetopsis oliveirai
Cetopsis oliveirai är en fiskart som först beskrevs av John G. Lundberg och Rapp Py-daniel, 1994.  Cetopsis oliveirai ingår i släktet Cetopsis och familjen Cetopsidae. Inga underarter finns listade i Catalogue of Life.